# James Dugdale
 (juin 2023).
Si vous disposez d'ouvrages ou d'articles de référence ou si vous connaissez des sites web de qualité traitant du thème abordé ici, merci de compléter l'article en donnant les références utiles à sa vérifiabilité et en les liant à la section « Notes et références ».
Charles James Dugdale (né le 12 septembre 1939) est lord-lieutenant du Yorkshire du Nord de 1999 à 2014. Il est également l'un des quatre -vingt-dix pairs héréditaires élus pour rester à la Chambre des lords après l'adoption de la House of Lords Act 1999, siégeant en tant que conservateur. En 1977, il succède à son père comme 2e baron Crathorne.

## Carrière
Fils de Thomas Dugdale, 1er baron Crathorne et Nancy Tennant, il fait ses études au Collège d'Eton dans le Berkshire. Il poursuit ses études au Trinity College de Cambridge, où il obtient un BA (converti plus tard en MA) en beaux-arts en 1963. Crathorne travaille dans le département de peinture impressionniste de Sotheby's de 1963 à 1966, lorsqu'il devient assistant du président des galeries Parke-Bernet à New York, poste qu'il occupe jusqu'en 1969.
En 1969, il crée un cabinet de conseil indépendant en beaux-arts, James Dugdale & Associates, devenu plus tard James Crathorne & Associates, et effectue de nombreuses tournées de conférences aux États-Unis. En 1981, Crathorne donne une série de conférences sur "Aspects of England" au Metropolitan Museum de New York et en 1988, il fait une tournée de conférences pour le bicentenaire de l'Australie, parlant du capitaine James Cook. De 1979 à 1993, il est directeur de Blakeney Hotels Ltd, de 1988 à 1999 de Woodhouse Securities Ltd et de 2000 à 2001 de Hand Picked Hotels. Entre 1993 et 1998, il est également directeur de Cliveden plc, et à partir de 1999 de son successeur, Cliveden Ltd.
Crathorne est secrétaire honoraire du groupe parlementaire transpartisan sur les arts et le patrimoine à Westminster en 1981. Depuis 1988, il est membre du Comité consultatif sur les œuvres d'art de la Chambre des lords et depuis 1997, il est co-secrétaire du All Party Parliament Photography Group.

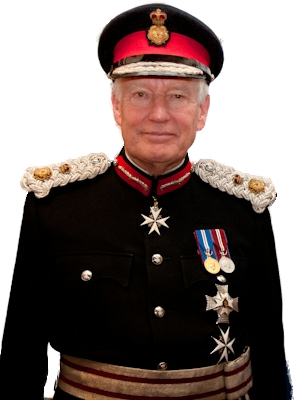
Lord Crathorne en uniforme de lord-lieutenant

Crathorne est membre du conseil de la Royal Society of Arts de 1982 à 1988. Il est membre de la cour de l'Université de Leeds de 1985 à 1997 et gouverneur de la Queen Margaret's School, York Ltd de 1986 à 1999. Entre 1983 et 2011, il est membre du comité de rédaction du magazine House à Westminster. Depuis 1987, il est président de la Yarm Civic Society. Pour le groupe géorgien, il est membre du comité exécutif et en est le président entre 1990 et 1999.
Crathorne est également président des Cleveland Sea Cadets, de la Cleveland Family History Society ainsi que du district de Hambleton de la Campagne pour la protection de l'Angleterre rurale (CPRE) depuis 1988. Il est patron de la Cleveland Community Foundation de 1990 à 2004 et président de la branche Cleveland Yorkshire du Nord de la Magistrates 'Association de 1997 à 2003. Pour le Comité mixte des Sociétés nationales d'agrément, il est vice-président entre 1993 et 1996 et président entre 1996 et 1999.
Depuis 1997, Crathorne est vice-président de l'Association des monuments publics et de la sculpture (PMSA), et depuis 1998, il est président de l'équipe de sauvetage en montagne de Cleveland. Depuis 1999, il est également président du North Yorkshire County Scout Council, patron de la North Yorkshire Branch de la Croix-Rouge britannique, ainsi que membre du tribunal de l'université d'York et de l'université de Hull. Crathorne est vice-président du Yorkshire et de la branche Humber de la Reserve Forces and Cadets Association (RFCA) depuis 1999, et son président de 2006 à 2009. Il est également vice-président de la RFCA dans le nord de l'Angleterre depuis 2001, président de la branche Cleveland et South Durham de la Magistrates 'Association depuis 2003 et parrain de la Tees Valley Community Foundation depuis 2004. Il est président de la Yorkshire Agricultural Society en 2014-2015.
Crathorne est administrateur du Georgian Theatre Royal de Richmond depuis 1970, vice-président du Cleveland Wildlife Trust depuis 1989 et parrain de l'Attingham Trust for the Study of the British Country House depuis 1990. Pour le Captain Cook Birthplace Museum Trust, il est administrateur depuis 1978 et président depuis 1993. De 1988 à 1994, Crathorne est membre du National Trust du Yorkshire Regional Committee et, de 1992 à 1995, il est administrateur du National Heritage Memorial Fund.
En 1972, Crathorne est membre de la Royal Society of Arts (FRSA). En 1999, il est fait chevalier du Vénérable Ordre de Saint-Jean (KStJ). En 2002, Crathorne reçoit la médaille du jubilé d'or d'Élisabeth II. Il est membre de la Society of Antiquaries of London (FSA) en 2010. En 1999, Crathorne est nommé lord-lieutenant du Yorkshire du Nord, et nommé chevalier commandeur de l'ordre royal de Victoria (KCVO) dans les honneurs du Nouvel An 2013.
Il reçoit un diplôme honorifique de LLD de l'université de Teesside en 2013. La liberté de la ville de Richmond est conférée à Crathorne le 24 juillet 2014 par le maire de la ville et les conseillers. Il prend sa retraite en tant que lord-lieutenant le 12 septembre 2014. Il reçoit un diplôme honorifique DUniv de l'université d'York en 2015. La liberté de la ville de York est conférée à Crathorne en avril 2015.

## Vie privée
En 1970, il épouse Sylvia Mary Montgomery, fille de l'actrice Jane Baxter. Elle est décédée d'un cancer en 2009. Ils ont deux filles et un fils.

## Œuvres
- Edouard Vuillard Purnell (1967)
- Tennant's Stalk (1973)  (ISBN 0333138201)
- A Present from Crathorne (1989)
- Cliveden, the Place and the People (1995)
- The Royal Crescent Book of Bath (1998)
- Parliament in Pictures (1999)